# 에딩거-베스트팔 핵

눈 돌림 신경의 기시부, 중뇌의 단면 핵은 중뇌 수도 근처, 눈 돌림 신경핵 옆에 있다.

에딩거-베스트팔 핵(Edinger-Westphal nucleus, 에딩거-웨스트팔 핵) 또는 덧눈돌림 신경핵(accessory oculomotor nucleus, 부동안신경핵)은 중뇌에 존재하는 신경 세포 집단에서 광반사, 조절 반사 및 동공반사를 관장하는 부교감신경핵이다. 눈돌림 신경과 연접해 있으며 신경절(눈물샘, 콧물샘 등)을 지배한다.

## 기능

### 신경생리학

#### 조절
accommodation, 조절, 적응

## 동명
eponym

## 추가 이미지

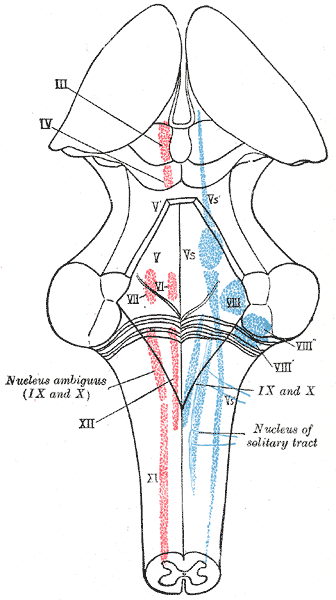
The cranial nerve nuclei schematically represented; dorsal view. Motor nuclei in red; sensory in blue.
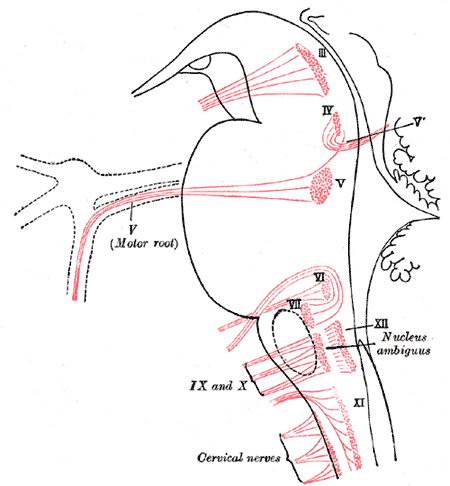
Nuclei of origin of cranial motor nerves schematically represented; lateral view.
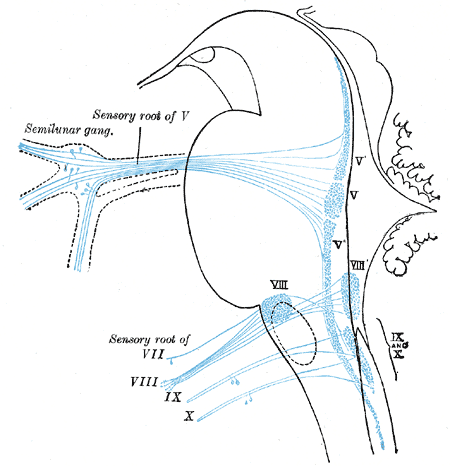
Primary terminal nuclei of the afferent (sensory) cranial nerves schematically represented; lateral view.

## 같이 보기
- 덮개앞구역
- 섬모체 신경절
- 눈돌림 신경
- 눈돌림 핵
- 주시 반사